# Miss Universe Mexico
Miss Universe Mexico es un certamen de belleza femenino, originario de México, en el que se evalúan la belleza integral, el liderazgo, la elegancia, la personalidad, el porte, la pose, la comunicación, la seguridad, y el activismo social en candidatas provenientes de los diferentes estados de México. Su principal responsabilidad es elegir a la representante de México en el certamen internacional Miss Universo. Cada concursante representa a su estado o lugar de residencia, y la ganadora del título lo lleva por un período de alrededor de un año. La actual Miss Universe Mexico es María Fernanda Beltrán de Sinaloa que resultó ganadora de la 1.ª edición del certamen en Cancún, el 7 de septiembre de 2024.

## Historia
La historia de la Organización Miss Universe Mexico inició en el año 2023, cuando Raúl Rocha empresario mexicano se anunció como dueño de la mitad de la Organización Miss Universo (en inglés: Miss Universe Organization L.P., LLLP y abreviado MUO), junto con la tailandesa Jakkapong Anne Jakrajutatip, quien desde su adquisición en el año 2021 revoluciono las reglas para la competencia universal entre ellas: participación de mujeres transgénero, sin límite de edad, sin importar condición física. Esto causo desde ese año y hasta 2023 la molestia de la propia Lupita Jones quien siempre se mantuvo fiel a sus convicciones las cuales no eran compatibles con la nueva dueña por lo que la relación laboral se fue deteriorando hasta llegar a la pérdida de la franquicia luego de la edición 72° de Miss Universo.
El día 20 de noviembre se hizo de manera oficial el anuncio de la nueva organización "Miss Universe Mexico" siendo Cynthia de la Vega la Directora Nacional del certamen, en un evento donde los medios de comunicación estuvieron invitados, estuvieron presentes Raúl Rocha y Jakkapong Anne Jakrajutatip quienes reafirmaron su apoyo a Cynthia en esta nueva etapa de la franquicia en México. Sin embargo a inicios del mes de mayo de 2024 se hizo pública la destitución de Cynthia de la Vega como Directora Nacional, asumiendo el cargo Martha Cristiana actriz y modelo mexicana de televisión, teatro y cine, quien además en su paso por los certámenes de belleza ostenta los títulos de Señorita Puebla, Señorita Dorian Grey , 4° Lugar en Señorita México y 2° Finalista en Miss Internacional 1986. La noticia se dio a conocer mediante un comunicado que lanzaron en redes sociales, y en el que revelaron que el cambio obedeció a una mejora en el cumplimiento de la visión y misión de la organización nacional. Sin embargo, esto duraría poco más de un mes, pues Martha Cristiana hizo pública su renuncia al cargo de Directora Nacional mediante una conferencia de prensa, alegando principalmente una falsa inclusión en el certamen. George Figueroa tomó el cargo de Director Nacional y bajo su mando se logró realizar la 1.ª edición del certamen Miss Universe Mexico resultando ganadora María Fernanda Beltrán del estado de Sinaloa.

## Ganadoras del Certamen
Desde 2024 se ha coronado 1 ganadora de Miss Universe Mexico. 
| Año  | Ganadora                        | Estado  | Sede del Evento                                                                  | Fecha                    |
| 2024 | María Fernanda Beltrán Figueroa | Sinaloa | Centro de Convenciones, Cancún, Quintana Roo                                     | 7 de septiembre de 2024  |
| 2025 |                                 |         | Sala Plácido Domingo del Conjunto Santander de Artes Escénicas, Zapopan, Jalisco | 13 de septiembre de 2025 |

#### Clasificaciones Estatales
| No. | Estado  | Títulos | Años |
| 1   | Sinaloa | 1       | 2024 |

## Representantes en Miss Universo
A continuación se muestran únicamente las representantes enviadas por Miss Universe Mexico. Para ver a todas las representantes en Miss Universo, siguiente enlace: Representantes en Miss Universo.
     : Ganadora
     : Finalista
     : Semifinalista
| Año  | Miss Universe México            | Estado  | Posición      | Premio/Título |
| ---- | ------------------------------- | ------- | ------------- | ------------- |
| 2024 | María Fernanda Beltrán Figueroa | Sinaloa | 2.ª Finalista | -             |